# Farol do Cabo Carvoeiro
O farol do Cabo Carvoeiro é um farol português que se localiza no Cabo de mesmo nome, península de Peniche, região Oeste portuguesa.
Torre quadrangular de alvenaria, branca, com edifícios anexos. Lanterna e varandim de serviço, vermelhos.

## História
O Farol do Cabo Carvoeiro faz parte do grupo de seis faróis mandados edificar pelo Alvará pombalino de 1 de Fevereiro de 1758 que criou o Serviço de Faróis em Portugal.
Entrou em funcionamento em 1790, sendo um dos mais antigos da costa portuguesa.

## Características
O farol situa-se a uma altitude de 57 metros acima do nível do mar, e tem uma altura de 27 metros. A sua luz tem um alcance de, aproximadamente, 15 milhas náuticas.
Encontra-se a funcionar neste local a estação DGPS do Carvoeiro, na freqüência de 311.5 kHz, inaugurada a 9 de Dezembro de 2002.

## Informações
- Aberto ao público: Sim, todas as quartas-feiras das 14H00 às 17H00[4]